# Ashlyn Krueger
Ashlyn Krueger (nascida em 7 de maio de 2004) é uma tenista profissional americana.
Sua classificação de simples mais alta na carreira pela WTA é número 29 do mundo, alcançada em 19 de julho de 2025, e a classificação de duplas de número 62, alcançada em 12 de agosto de 2024.

## Carreira júnior
Em 2020, Ashlyn Krueger venceu o torneio Orange Bowl júnior como jogador "wildcard".

## Carreira profissional

### 2021: Estreias no WTA Tour, WTA 1000 e Grand Slam
Krueger fez sua estreia na chave principal do WTA Tour no Silicon Valley Classic, onde recebeu um "wildcard" no torneio de duplas, ao lado de Robin Montgomery [en], onde passaram pela primeira rodada mas perderam nas quartas de final para a dupla Gabriela Dabrowski / Luisa Stefani em sets diretos.
Krueger fez sua estreia em torneios WTA 1000 no BNP Paribas Open depois de receber um "wildcard" para a chave principal, onde apesar de conseguir levar o segundo set ao "tiebreak", perdeu na primeira rodada para Tereza Martincová.
Krueger também recebeu um "wildcard" em sua estreia em Grand Slam no US Open em simples e duplas. Na chave de simples ela perdeu na primeira rodada para Anna Karolina Schmiedlova em jogo de três sets e na chave de duplas chegou à segunda rodada, onde ela e Montgomery perderam para a dupla Leylah Fernandez / Erin Routliffe em sets diretos.

### 2022-2023: título inaugural WTA 125, top 100
No US Open de 2022, Krueger se qualificou para a chave principal tendo recebido um "wildcard" para a qualificatória.
Krueger também se classificou para o WTA 1000 em Indian Wells em 2022 e 2023. Ela recebeu "wildcards" para a chave principal no Miami Open de 2022 e de 2023.
Krueger conquistou seu primeiro título WTA 125 no Veneto Open de 2023 derrotando Tatjana Maria na final, em jogo de três sets.
Krueger também ganhou seu primeiro título WTA 250 no Japan Women's Open sem perder um set, derrotando Zhu Lin na final em sets diretos. Como resultado, ela alcançou a posição 73 do mundo subindo 50 posições em 18 de setembro de 2023, tornando-se a sétima americana a fazer sua estreia no top 100 em 2023 e a primeira adolescente americana a quebrar o top 100 desde Coco Gauff, aos 15 anos, em 14 de outubro de 2019. Ela também se classificou para o WTA 1000 China Open em Pequim.

### 2024: Primeira vitória no WTA 1000, top 70
Krueger se qualificou para o WTA 1000, Qatar Ladies Open, mas perdeu para a jogadora "wildcard" Paula Badosa na primeira rodada em jogo de três sets. Após uma participação na segunda rodada como "wildcard", no próximo WTA 1000, o Dubai Tennis Championships, ela alcançou o top 70 do ranking. Foi sua segunda vitória entre as 25 primeiras na carreira sobre a número 21 do mundo, Caroline Garcia, e sua primeira vitória na chave principal em um evento WTA 1000. No circuito americano, Krueger não passou da primeira rodada tanto em Indian Wells quanto em Miami, curiosamente perdendo para a mesma adversária, Nadia Podoroska, em ambos, sendo um jogo de três sets no primeiro e de sets diretos no segundo.
Krueger deu início à temporada em quadras de saibro ainda nos Estados Unidos, no Charleston Open no qual venceu Gabriela Lee [en] na primeira rodada em sets diretos, mas perdeu na segunda para a cabeça de chave N° 4, Daria Kasatkina em jogo de três sets. De volta à Europa, participou do Aberto de Madri, onde venceu Nao Hibino na primeira rodada e Ekaterina Alexandrova na segunda; na terceira rodada, perdeu para Sara Bejlek [en], todos esses jogos em sets diretos. Com isso, decidiu participar de um torneio de nível menor, o Catalonia Open, no qual chegou às quartas de final onde perdeu para a eventual campeã, Kateřina Siniaková em jogo de três sets. No Aberto de Roma, ela perdeu na primeira rodada para Magdalena Fręch em sets diretos. Já no Aberto da França, perdeu na primeira rodada para Tamara Korpatsch [en], em jogo de três sets.
Krueger deu início à temporada em quadras de grama pelo Nottingham Open, no qual venceu Wang Yafan na primeira rodada em sets diretos, mas perdeu para Francesca Jones [en] na segunda em jogo de três sets. Logo em seguida, tentou o Eastbourne International, no qual passou pela qualificatória sem perder nenhum set, venceu Viktorija Golubic na primeira rodada da chave principal, mas perdeu para Leylah Fernandez na segunda em sets diretos. Em seguida, participou do Torneio de Wimbledon, no qual, perdeu para cabeça de chave N° 5 Jessica Pegula na primeira rodada em sets diretos.

## Finais do WTA Tour

### Simples: 1 (1 título)
| Legenda          |
| ---------------- |
| Grand Slam (0–0) |
| WTA 1000 (0–0)   |
| WTA 500 (0–0)    |
| WTA 250 (1–0)    |

| Finais por piso |
| --------------- |
| Duro (1–0)      |
| Grama (0–0)     |
| Saibro (0–0)    |
| Carpete (0–0)   |

| Status | V–D | Data     | Torneio            | Nível   | Piso | Oponente | Placar        |
| ------ | --- | -------- | ------------------ | ------- | ---- | -------- | ------------- |
| Venceu | 1–0 | Set 2023 | Japan Women's Open | WTA 250 | Duro | Zhu Lin  | 6–3, 7–6(8–6) |

## Finais do WTA Challenger

### Simples: 1 (1 título)
| Status | V–D | Data     | Torneio             | Piso  | Oponente      | Placar        |
| ------ | --- | -------- | ------------------- | ----- | ------------- | ------------- |
| Venceu | 1–0 | Jun 2023 | Veneto Open, Itália | Grama | Tatjana Maria | 3–6, 6–4, 7–5 |

### Duplas: 1 (1 vice)
| Status | V–D | Data     | Torneio                 | Piso | Parceira          | Oponentes                         | Placar   |
| ------ | --- | -------- | ----------------------- | ---- | ----------------- | --------------------------------- | -------- |
| Perdeu | 0–1 | Out 2022 | Abierto Tampico, México | Duro | Elizabeth Mandlik | Tereza Mihalíková Aldila Sutjiadi | 5–7, 2–6 |

## Finais do Circuito Feminino da ITF

### Simples: 3 (1 título, 2 vices)
| Legenda                      |
| ---------------------------- |
| Torneios de US$ 60.000 (1–1) |
| Torneios de US$ 25.000 (0–1) |

| Finais por piso |
| --------------- |
| Duro (1–0)      |
| Saibro (0–2)    |

| Status | V–D | Data     | Torneio                                 | Nível  | Piso   | Oponente           | Placar   |
| ------ | --- | -------- | --------------------------------------- | ------ | ------ | ------------------ | -------- |
| Perdeu | 0–1 | Mai 2022 | ITF Sarasota, Estados Unidos            | 25.000 | Saibro | Elizabeth Halbauer | 5–7, 2–6 |
| Venceu | 1–1 | Jul 2022 | Evansville Classic [en], Estados Unidos | 60.000 | Duro   | Sachia Vickery     | 6–3, 7–5 |
| Perdeu | 1–2 | Abr 2023 | Charlottesville Open, Estados Unidos    | 60.000 | Saibro | Emma Navarro       | 1–6, 1–6 |

### Duplas: 7 (2 títulos, 5 vices)
| Legenda                       |
| ----------------------------- |
| Torneios de US$ 100.000 (0–2) |
| Torneios de US$ 60.000 (2–1)  |
| Torneios de US$ 15.000 (0–2)  |

| Finais por piso |
| --------------- |
| Duro (2–2)      |
| Saibro (0–3)    |

| Status | V–D | Data     | Torneio                                 | Nível   | Piso   | Parceira         | Oponentes                            | Placar           |
| ------ | --- | -------- | --------------------------------------- | ------- | ------ | ---------------- | ------------------------------------ | ---------------- |
| Perdeu | 0–1 | Jun 2019 | ITF Orlando, Estados Unidos             | 15.000  | Saibro | Kimmi Hance      | Allura Zamarripa Maribella Zamarripa | 3–6, 1–6         |
| Perdeu | 0–2 | Set 2019 | ITF Lubbock, Estados Unidos             | 15.000  | Duro   | Shiori Fukuda    | María Portillo Ramírez Sofia Sewing  | 2–6, 4–6         |
| Venceu | 1–2 | Mar 2022 | Arcadia Pro Open [en], Estados Unidos   | 60.000  | Duro   | Robin Montgomery | Giuliana Olmos Harriet Dart          | w/o              |
| Perdeu | 1–3 | Jul 2022 | Evansville Classic [en], Estados Unidos | 60.000  | Duro   | Kylie Collins    | Kolie Allen Ava Markham              | 6–3, 1–6, [3–10] |
| Venceu | 2–3 | Fev 2023 | ITF Orlando Pro [en], Estados Unidos    | 60.000  | Duro   | Robin Montgomery | Arianne Hartono Eva Vedder           | 7–5, 6–1         |
| Perdeu | 2–4 | Abr 2023 | ITF Charleston Pro, Estados Unidos      | 100.000 | Saibro | Robin Montgomery | Sophie Chang Angela Kulikov          | 3–6, 4–6         |
| Perdeu | 2–5 | Mai 2023 | ITF Bonita Springs, Estados Unidos      | 100.000 | Saibro | Robin Montgomery | Jamie Loeb Makenna Jones             | 7–5, 4–6, [2–10] |

## Finais de Grand Slam júnior

### Duplas: 1 (1 título)
| Status | Ano  | Torneio | Piso | Parceira         | Oponentes                       | Placar           |
| ------ | ---- | ------- | ---- | ---------------- | ------------------------------- | ---------------- |
| Venceu | 2021 | US Open | Duro | Robin Montgomery | Reese Brantmeier Elvina Kalieva | 5–7, 6–3, [10–4] |